# A svájci frank bankjegyei
A Svájci Nemzeti Bank (Schweizerische Nationalbank / Banque Nationale Suisse / Banca Nazionale Svizzera), a svájci állam, a különböző kereskedelmi és kantoni bankok az alábbi bankjegyeket bocsátották ki:

## Bankjegyek

### 1. sorozat
Az első sorozat az alábbi bankjegyekből állt: 50, 100, 500 és 1000 frank. 1907. június 20-án vezették be ideiglenes szériaként, mivel nem állt rendelkezésre elég idő egy teljesen új címletsor megtervezésére és legyártatására. 1925. július 1-jén vonták ki a forgalomból, ezt követően a jegybank még 20 évig beváltotta őket. A címletek a bankjegykibocsátás privilégiumával rendelkező kereskedelmi bankok korábbi, az adott bank nevétől eltekintve egyforma kivitelű, 1883-as szériájú papírpénzeivel teljesen megegyező nyomattal készültek a Schweizerische Nationalbank számára, különbséget egy piros, svájci keresztet tartalmazó rozetta jelentett a jobb felső sarokban a feliratok mellett. A nyomólemezeket a brit Bradbury Wilkinson Ltd. készítette, de magát a bankjegynyomtatást a berni Stämpfli & Co. és einsiedelni Benziger & Co. végezte Svájcban. 

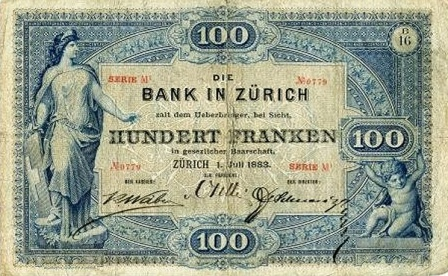
A Bank in Zürich 100 frankos bankjegye 1883-ból.

| Kép    | Kép    | Címlet     | Méret        | Szín        | leírás   | leírás                                      | dátum            | dátum           | dátum           |
| Előlap | Hátlap | Címlet     | Méret        | Szín        | Előlap   | Hátlap                                      | kibocsátás       | bevonás         | elévülés        |
| ------ | ------ | ---------- | ------------ | ----------- | -------- | ------------------------------------------- | ---------------- | --------------- | --------------- |
|        |        | 50 frank   | 166 × 103 mm | sárga, zöld | Helvécia | érték megnevezése számmal, betűvel arcképek | 1907. június 20. | 1925. július 1. | 1945. július 1. |
|        |        | 100 frank  | 183 × 116 mm | kék         | Helvécia | érték megnevezése számmal, betűvel arcképek | 1907. június 20. | 1925. július 1. | 1945. július 1. |
|        |        | 500 frank  | 199 × 126 mm | zöld        | Helvécia | érték megnevezése számmal, betűvel arcképek | 1907. június 20. | 1925. július 1. | 1945. július 1. |
|        |        | 1000 frank | 215 × 132 mm | bíbor       | Helvécia | érték megnevezése számmal, betűvel arcképek | 1907. június 20. | 1925. július 1. | 1945. július 1. |

### 2. sorozat
A második sorozatot 1911-1944 között kezdték el kibocsátani. A címletek: 5, 10, 20, 40, 50, 100, 500 és 1000 frankos. A 10 és a 40 frankos nem került forgalomba, csupán tartalékbankjegyek voltak. Az 50, 100, 500 és 1000 frankost 1958. október 1-jén vonták ki, de még 20 évig érvényes fizetőeszköznek minősültek, melyeket a svájci jegybank becserélt új címletekre. A 20 frankos 1935-ben, az 5 frankos pedig csak 1980-ban lett bevonva, ezek ezután szintén 20 évig voltak beválthatóak. Az 50 frankost és a nála nagyobb címleteket Nagy-Britanniában nyomtatták a Waterlow and Sons Limited neves nyomdaipari vállalatnál, a kisebb címleteket a svájci, zürichi Orell-Füssli cég gyártotta.
| Kép    | Kép    | Címlet     | méret        | szín            | leírás                | leírás                   | dátum                 | dátum                 | dátum                 |
| Előlap | Hátlap | Címlet     | méret        | szín            | Előlap                | Hátlap                   | kibocsátás            | bevonás               | elévülés              |
| ------ | ------ | ---------- | ------------ | --------------- | --------------------- | ------------------------ | --------------------- | --------------------- | --------------------- |
|        |        | 5 frank    | 148 × 70 mm  | barna, zöld     | Tell Vilmos           | érték számmal és betűvel | 1914. augusztus 3.    | 1980. május 1.        | 2000. május 1.        |
|        |        | 10 frank   | 135 × 82 mm  | sárga, barna    | Neuchâtel-i nő        | érték számmal és betűvel | nem került forgalomba | nem került forgalomba | nem került forgalomba |
|        |        | 20 frank   | 163 × 95 mm  | kék, ibolya     | Vreneli               | érték számmal és betűvel | 1914. július 31.      | 1935. december 21.    | 1956. január 1.       |
|        |        | 40 frank   | 144 x 82 mm  | kék             | Arnold von Winkelried | érték számmal és betűvel |                       |                       |                       |
|        |        | 50 frank   | 165 × 106 mm | zöld            | női arc               | favágó                   | 1911. december 22.    | 1958. október 1.      | 1978. október 1.      |
|        |        | 100 frank  | 181 × 115 mm | sötétkék        | női arc               | arató                    | 1911. szeptember 16.  | 1958. október 1.      | 1978. október 1.      |
|        |        | 500 frank  | 200 × 125 mm | vörös, barna    | női arc               | hímző nők                | 1912. december 24.    | 1958. október 1.      | 1978. október 1.      |
|        |        | 1000 frank | 216 × 131 mm | ibolya, narancs | női arc               | öntöde                   | 1911. szeptember 16.  | 1958. október 1.      | 1978. október 1.      |

### 3. sorozat
A harmadik sorozat Tell Vilmost ábrázoló 100 frankosa 1918-ban, még a Johann Heinrich Pestalozzi portrés 20-as csak 1930-ban került forgalomba. Az első világháború alatti tervezésük miatt „háborús bankjegyeknek” nevezték őket. A százast már 1925-ben, a húszast csak 1956-ban vonták be, ezután még 20 évig beválthatóak voltak a svájci jegybanknál. Létezett tartalékváltozatuk is, a húszasnak kettő is, ezek a forgalmitól teljesen eltérő kinézetűek voltak, az egyik szintén Pestalozzi-t, még a másik egy Freiburg-i nőt ábrázolt. Ellenben a 100 frankos tartalékcímlet csupán annyiban tért el, hogy kissé eltérő Tell Vilmos portrét használt. A tartalékváltozatok nem kerültek forgalomba.
| Kép    | Kép    | Címlet    |
| Előlap | Hátlap | Címlet    |
|        |        | 20 frank  |
|        |        | 100 frank |

### 4. sorozat
A sorozat címletei: 50, 100, 500 és 1000 frankos. Ezek a bankjegyek soha nem kerültek forgalomba. A svájci jegybank 1938-ban adott megbízást Victor Surbeck és Hans Erni számára a megtervezésükre.
| Kép    | Kép    | Címlet     | méret        | szín         | leírás       | leírás                   |
| Előlap | Hátlap | Címlet     | méret        | szín         | Előlap       | Hátlap                   |
| ------ | ------ | ---------- | ------------ | ------------ | ------------ | ------------------------ |
|        |        | 50 frank   | 167 × 96 mm  | zöld         | női arc      | bika                     |
|        |        | 100 frank  | 190 × 106 mm | kék          | Haslitali nő | érték számmal és betűvel |
|        |        | 500 frank  | 210 × 116 mm | barna, vörös | női arc      | vegyész                  |
|        |        | 1000 frank | 228 × 125 mm | ibolya       | női arc      | turbina                  |

### 5. sorozat
Az ötödik sorozat címletei: 10, 20, 50, 100, 500 és 1000 frankos. 1956–1957-től bocsátották ki, majd 1980. május 1-jén vonták be őket, de még 20 évig a jegybanknál beváltható érvényes fizetőeszköznek minősültek. A sorozat 10 frankosa volt a svájci jegybank első ilyen névértékű ténylegesen forgalomba került bankjegye. A 10 és a 20 frankos címleteket a svájci Orell-Füssli, az 50 és az 500 frankost 1961 előtt a brit Waterlow and Sons, a 100 és 1000 frankosokat, valamint 1961-től az 50 és 500 frankos címleteket is a szintén brit Thomas de la Rue cég nyomtatta.
| Kép    | Kép    | Címlet     | méret        | szín         | Tervező           | leírás                 | leírás             | dátum             | dátum          | dátum          |
| Előlap | Hátlap | Címlet     | méret        | szín         | Tervező           | Előlap                 | Hátlap             | kibocsátás        | bevonás        | elévülés       |
| ------ | ------ | ---------- | ------------ | ------------ | ----------------- | ---------------------- | ------------------ | ----------------- | -------------- | -------------- |
|        |        | 10 frank   | 137 × 75 mm  | vörös        | Hermann Eidenbenz | Gottfried Keller       | virágok            | 1956. október 1.  | 1980. május 1. | 2000. május 1. |
|        |        | 20 frank   | 155 × 85 mm  | kék          | Hermann Eidenbenz | Guillaume-Henri Dufour | virág              | 1956. március 29. | 1980. május 1. | 2000. május 1. |
|        |        | 50 frank   | 173 × 95 mm  | zöld         | Pierre Gauchat    | női arc                | almaszedés         | 1957. június 14.  | 1980. május 1. | 2000. május 1. |
|        |        | 100 frank  | 191 × 105 mm | sötétkék     | Pierre Gauchat    | fiú arc                | Szent Márton       | 1957. június 14.  | 1980. május 1. | 2000. május 1. |
|        |        | 500 frank  | 210 × 115 mm | barna, vörös | Pierre Gauchat    | női arc                | az ifjúság forrása | 1957. június 14.  | 1980. május 1. | 2000. május 1. |
|        |        | 1000 frank | 228 × 125 mm | ibolya       | Pierre Gauchat    | női arc                | haláltánc          | 1957. június 14.  | 1980. május 1. | 2000. május 1. |

### 6. sorozat
Az első, külföldi közreműködés nélküli, teljes egészében Svájcban tervezett és gyártott széria volt. A bankjegyeket az Orell Füssli nyomtatta. A hatodik sorozat címletei: 10, 20, 50, 100, 500 és 1000 frankos. Fokozatosan, címletenként elosztva 1976. október 4. (100 frankos) és 1979. november 5. (10 frankos) között hozták forgalomba őket. A címletsort 2000. május 1-jén vonták be, de még 20 évig, 2020. május 1-ig érvényes fizetőeszköznek minősülnek.
| Kép    | Kép    | Címlet     | méret       | szín   | leírás                      | leírás                                                     | dátum             | dátum          | dátum          |
| Előlap | Hátlap | Címlet     | méret       | szín   | Előlap                      | Hátlap                                                     | kibocsátás        | bevonás        | elévülés       |
| ------ | ------ | ---------- | ----------- | ------ | --------------------------- | ---------------------------------------------------------- | ----------------- | -------------- | -------------- |
|        |        | 10 frank   | 137 × 66 mm | vörös  | Leonhard Euler              | vízturbina, napenergia                                     | 1979. november 5. | 2000. május 1. | 2020. május 1. |
|        |        | 20 frank   | 148 × 70 mm | kék    | Horace-Bénédict de Saussure | hegyvidék alpinistákkal                                    | 1979. április 4.  | 2000. május 1. | 2020. május 1. |
|        |        | 50 frank   | 159 × 74 mm | zöld   | Conrad Gessner              | fülesbagoly, kerti kankalin, csillagok                     | 1978. október 4.  | 2000. május 1. | 2020. május 1. |
|        |        | 100 frank  | 170 × 78 mm | kék    | Francesco Borromini         | Sant'Ivo alla Sapienza temploma                            | 1976. október 4.  | 2000. május 1. | 2020. május 1. |
|        |        | 500 frank  | 181 × 82 mm | barna  | Albrecht von Haller         | a vérkeringés és a légzés grafikonja, az emberi test izmai | 1977. április 4.  | 2000. május 1. | 2020. május 1. |
|        |        | 1000 frank | 192 × 86 mm | ibolya | Auguste Forel               | Három hangya és egy hangyabóly keresztmetszete             | 1978. április 4.  | 2000. május 1. | 2020. május 1. |

### 7. sorozat
A sorozat bankjegyei csupán tartalékszériát képeztek háború, vagy nagyarányú pénzhamisítás esetére, ezért soha nem kerültek forgalomba. A címleteket Roger és Elisabeth Pfund tervezte, ez volt az utolsó svájci tartalékszéria.
| Kép    | Kép    | Címlet     | méret       | szín         | leírás                                             | leírás                                                                          |
| Előlap | Hátlap | Címlet     | méret       | szín         | Előlap                                             | Hátlap                                                                          |
| ------ | ------ | ---------- | ----------- | ------------ | -------------------------------------------------- | ------------------------------------------------------------------------------- |
|        |        | 10 frank   | 137 × 66 mm | vörösesbarna | Leonhard Euler és a königsbergi hidak              | gamma függvény                                                                  |
|        |        | 20 frank   | 148 × 70 mm | kék          | Horace-Bénédict de Saussure, kvarckristályok       | hajszálhigrométer, Chamonix völgyének nézete és a Mont Blanc                    |
|        |        | 50 frank   | 159 × 74 mm | zöld         | Conrad Gessner                                     | egy vadcseresznye-fa ága                                                        |
|        |        | 100 frank  | 170 × 78 mm | sötétkék     | Francesco Borromini, Laterán egyik tornya          | galamb és olajág, Sant'Ivo alla Sapienza tornya                                 |
|        |        | 500 frank  | 181 × 82 mm | barna        | Albrecht von Haller, hexagonikus struktúra         | 18. századi anatómiatányér; az emberi mellkas röntgensugara; hegyek             |
|        |        | 1000 frank | 192 × 86 mm | ibolya       | Louis Agassiz, egy kagyló felszínének a szerkezete | Fej, csontváz és egy sügér kövülete; egy sügér skáláinak a szerkezete; ammonita |

### 8. sorozat
A szériát Jörg Zintzmeyer (1947-2009) tervezte. A bankjegyeken szereplő neves személyiségek a képzőművészet, zene, irodalom , építészet és a történettudomány svájci nagyjai köréből kerültek ki, egyszersmind kifejezik az ország nyelvi és kulturális sokszínűségét. Összesen 18 biztonsági elemet tartalmaznak (pl.: hologram, mikroírás, UV, bújtatott fémszál, árnyalatos vízjel, rejtett képek, stb.), ezért gyakorlatilag lehetetlen igazán jó minőségben hamisítani őket. A 10, 20 és 50 frankosok csak 2000 óta vannak ellátva a mikroperforációs biztonsági elemmel (microperf®), a nagyobb címletek eleve ezzel kerültek forgalomba. Ennél a biztonsági elemnél apró lyukak adják ki a bankjegy névértékét jelző számot.
| Kép    | Kép    | Címlet     | Portré                  | Szín  | méret       | kibocsátás dátuma |
| Előlap | Hátlap | Címlet     | Portré                  | Szín  | méret       | kibocsátás dátuma |
| ------ | ------ | ---------- | ----------------------- | ----- | ----------- | ----------------- |
|        |        | 10 frank   | Le Corbusier            | sárga | 74 x 126 mm | 1997. április 8.  |
|        |        | 20 frank   | Arthur Honegger         | vörös | 74 x 137 mm | 1996. október 1.  |
|        |        | 50 frank   | Sophie Taeuber-Arp      | zöld  | 74 x 148 mm | 1995. október 3.  |
|        |        | 100 frank  | Alberto Giacometti      | kék   | 74 x 159 mm | 1998. október 1.  |
|        |        | 200 frank  | Charles-Ferdinand Ramuz | barna | 74 x 170 mm | 1997. október 1.  |
|        |        | 1000 frank | Jacob Burckhardt        | bíbor | 74 x 181 mm | 1998. április 1.  |

### 9. sorozat
2012-ben elején új bankjegyeket bocsátott volna ki a nemzeti bank, de technikai gondok miatt a széria bevezetése csúszott. Az új bankjegyeket a Landgraf cég speciális papír-polimer hibrid durasafe anyagára - Landgraf's Durasafe hybrid substrate - nyomtatják. A tervezésükre meghirdetett pályázatot Manuel Krebs nyerte, ennek ellenére, gyakorlati megfontolásokból, végül is a második helyezett Manuela Pfrunder változatát fogadták el. Az új típusú bankjegyek első címlete, az 50 frankos 2016. április 12-én került forgalomba. 2016. április elején az új 50 frankost ismertető kisfilmet tett közzé a Schweizerische Nationalbank.

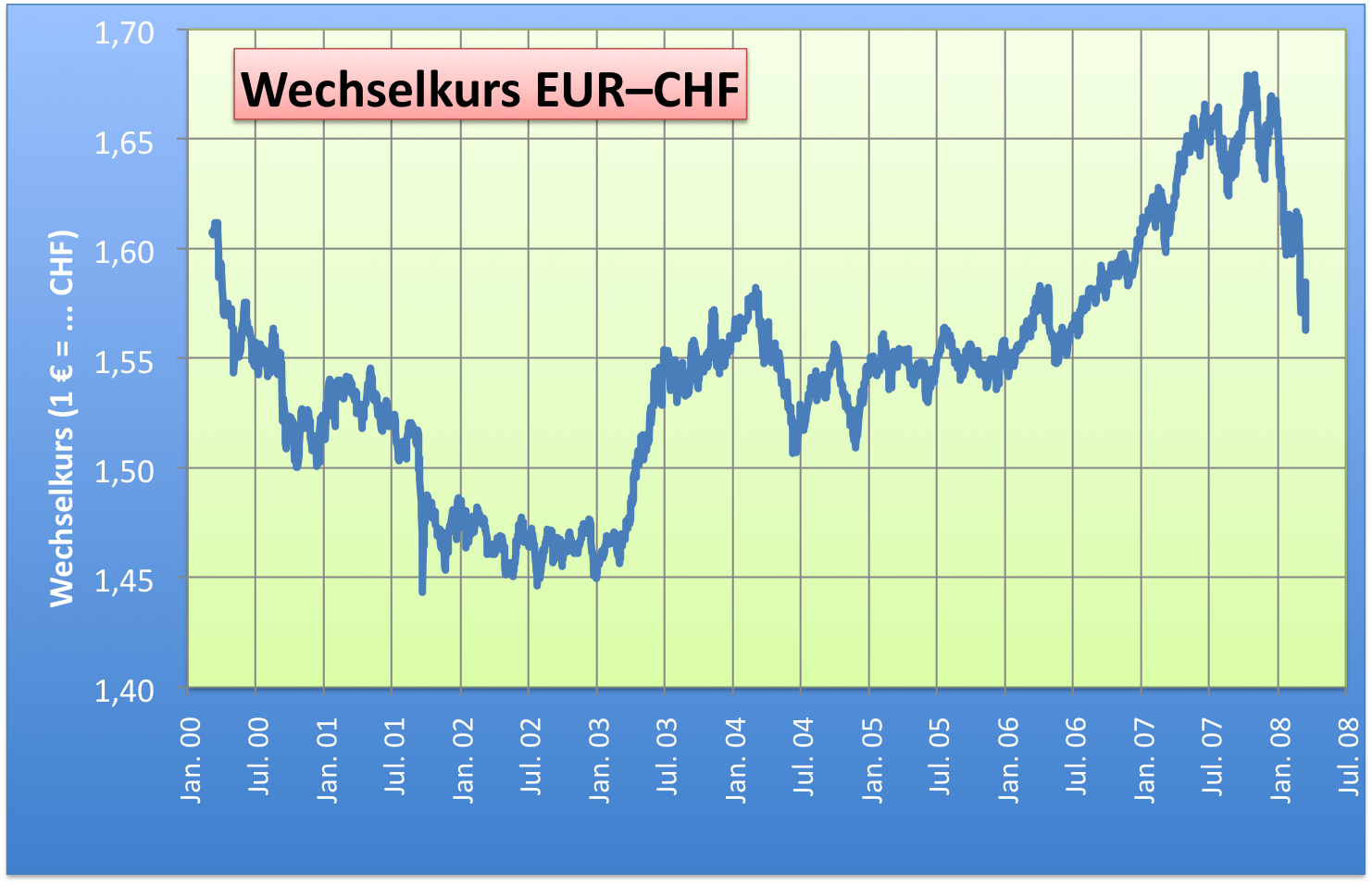
EUR-CHF keresztárfolyama

| 9. sorozat | 9. sorozat | 9. sorozat | 9. sorozat  | 9. sorozat | 9. sorozat                                         | 9. sorozat | 9. sorozat | 9. sorozat           | 9. sorozat |
| kép        | kép        | Névérték   | méret       | szín       | téma                                               | előlap | hátlap (egy svájci helység és egy építmény) | Kibocsátás dátuma    |            |
| előlap     | hátlap     | Névérték   | méret       | szín       | téma                                               | előlap | hátlap (egy svájci helység és egy építmény) | Kibocsátás dátuma    |            |
| ---------- | ---------- | ---------- | ----------- | ---------- | -------------------------------------------------- | --- | --- | -------------------- | ---------- |
|            |            | 10 frank   | 70 × 123 mm | sárga      | Svájci szervezési képesség fő témakör: idő         | egy pár női kéz, Világ: Nemzetközi dátumválasztó vonal, a "nap vége" (Bering-szoros, Csendes-óceán) a zónahatárokkal, biztonsági csík: a svájci vasúthálózat és a leghosszabb alagútja.                                                                              | két mozdony a világ leghosszabb vasúti alagútjában (Gotthárd vasúti alagút), az óra alkatrészei : az óra alkatrészei szimbolizálják az ország szervezési képességét, vasúthálózat: a svájci vasúthálózat egy részlete. | 2017. október 18.    |            |
|            |            | 20 frank   | 70 × 130 mm | vörös      | svájci kreativítás fő témakör: fény                | jobb kéz egy prizmát tart a fénybe, amelyik megtörik.\|Világ: hajnali 4 óra (Csendes-óceán, Észak-Amerika) és csillagképek szimbólumai, a háttérben egy kaleidoszkóp van, biztonsági csík: éjszakai fényjelek                                                        | óriás kivetítő a Piazza Grande-n Locarnoban a Locarno Film Festival idején, pillangó: fény feltárja a színekkel a természet sokszínűségét, írisz: egy írisz, ami szabályozza az emberi szembe jutó fény mennyiségét.   | 2017. május 17.      |            |
|            |            | 50 frank   | 70 × 137 mm | zöld       | svájci jóléti gazdaság fő témakör: szél            | a bal kéz egy pitypangot tart. \|Világ: hajnali 4 óra (Afrika, Atlanti-óceán) és a szélirányokat mutatja be, háttér: szélirányokat bemutató nyilak, biztonsági csík: svájci hegyek. A 4000 méternél magasabb hegyek nevei A-tól (Aletschhorn) Z-ig (Zumsteinspitze). | szélirányok a svájci Alpokban, a konturvonalak Svájc változatos tájait szimbolizálja. | 2016. április 12.    |            |
|            |            | 100 frank  | 70 × 144 mm | kék        | svájci humanitárius szervezetek fő témakör: víz    | egy kézpár, Világ: hajnali 4 óra (Európa, Afrika) | vízfolyás Wallis kantonban, erdők | 2019. szeptember 12. |            |
|            |            | 200 frank  | 70 × 151 mm | barna      | svájci tudományos szakértelem fő témakör: anyag    | jobb kéz három dimenzióban, világ: hajnali 4 óra (Közel-Kelet, Indiai-óceán, Ázsia) | a Nagy Hadronütköztető részecskemérője a CERN-ben Genfben | 2018. augusztus 15.  |            |
|            |            | 1000 frank | 70 × 158 mm | lila       | svájci kommunikációs tevékenység fő témakör: nyelv | két ember jobb keze, amint kezet ráznak, világ: hajnali 4 óra, "a nap kezdete" (Kelet-Ázsia, Ausztrália) | Népgyűlésben Bernben különböző nyelveken szólalnak fel a képviselők, kapcsolati diagram | 2019. március 13.    |            |

### Táblázati áttekintés
| Sorozat | Bevezetés | Kivonás      | Tervező                                     | Megjegyzések                              |
| ------- | --------- | ------------ | ------------------------------------------- | ----------------------------------------- |
| 1.      | 1907      | 1945         | Josef Storck, Albert Walch                  | Átmeneti sorozat                          |
| 2.      | 1911      | 1980         | Eugène Burnand, Ferdinand Hodler, S. Balzer | 1958. október 1-jén bevonták              |
| 3.      | 1918      | 1930         | Orell Füssli                                | Háborús sorozatként is hívják             |
| 4.      | 1938      | -            | Victor Surbeck und Hans Erni                | soha nem került forgalomba                |
| 5.      | 1956      | 2000         | Pierre Gauchat, Hermann Eidenbenz           | 1980-ban bevonták                         |
| 6.      | 1976      | 2020 április | Ernst & Ursula Hiestand                     | 2000. május 1-jén bevonták                |
| 7.      | 1984      | -            | Elisabeth & Roger Pfund                     | soha nem került forgalomba                |
| 8.      | 1995      | 2021 április | Jörg Zintzmeyer                             | 2021. április 30-án kivonva a forgalomból |
| 9.      | 2016      |              | Manuela Pfrunder                            | forgalomban                               |

## Államjegyek

### Eidgenössische Staatskasse/Caisse Fédérale/Cassa Federale
Svájc az állampénztáron (Eidgenössische Staatskasse/Caisse Fédérale/Cassa Federale) keresztül 1914. augusztus 10-i kibocsátási dátummal 5, 10 és 20 frankos papírpénzeket hozott forgalomba az ezüst 5 frankos és az arany 10 és 20 frankos érmék készpénzforgalomból való kiváltására, tekintettel az első világháború kirobbanására. Ezek az államjegyek három változatban készültek, vagy német, vagy francia, vagy olasz előoldali feliratokkal, a hátoldal ezzel szemben háromnyelvű volt. Az 5 és a 20 frankos előoldalára a szabadságot jelképező allegorikus nőalak és Arnold von Winkelried portréja került, míg a 10 frankos jobb oldalán Winkelried helyett Tell Vilmos képe szerepelt. A címleteket a brit Bradbury Wilkinson Ltd. nyomtatta.

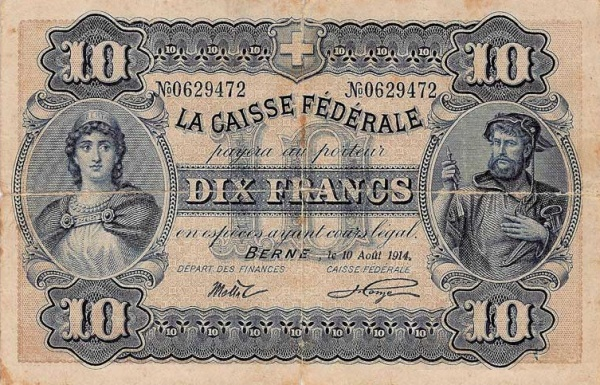
Az Eidgenössische Staatskasse/Caisse Fédérale/Cassa Federale 1914-es 10 frankos államjegye francia felirattal.
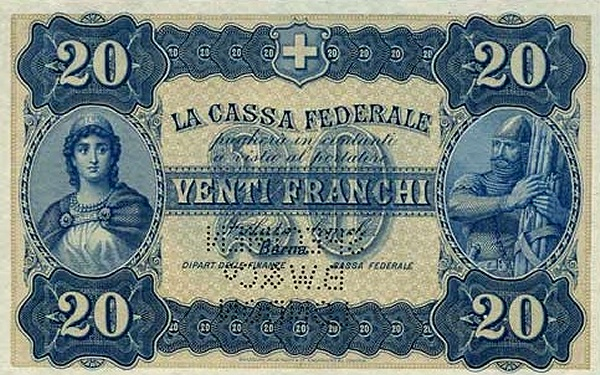
Az Eidgenössische Staatskasse/Caisse Fédérale/Cassa Federale 1914-es 20 frankos államjegye olasz felirattal.

### Darlehenskasse der Schweizerischen Eidgenossenschaft
A svájci állam a Darlehenskasse der Schweizerischen Eidgenossenschaft / Caisse de Pręts de la Confédération Suisse / Cassa di Prestiti della Confederazione Svizzera-n keresztül 1914. szeptember 9-i dátummal egy 25 frankos papírpénzt is kibocsátott. Ezt az Orell Füssli cég nyomtatta. 100 frankost is terveztek, de ez az 1915-ös és 1938-as 1 és 2 frankoshoz hasonlóan soha nem került forgalomba.

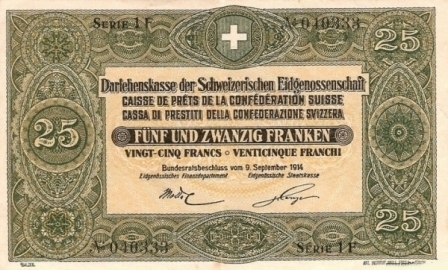
A Darlehenskasse der Schweizerischen Eidgenossenschaft 25 frankos államjegye 1914-ből.

## A kereskedelmi bankok és az egyes kantonok bankjainak papírpénzei
Svájcban a kezdetektől a kereskedelmi bankok bankjegykiadási privilégiumának 1910-es visszavonásáig a következő kereskedelmi és kantoni bankok bocsátottak ki papírpénzt: Passavant & Co. Basel, Deposito Cassa der Stadt Bern, Eidgenössische Bank Bern, Marcuard & Co. Bern, Caisse Hypothécaire du Canton de Fribourg, Banque Générale Suisse, B. F. Bonna, Graubündner Kantonalbank, Caisse de Escompte Genéve, Hentsch & Cie, Lombard, Odier & Cie, Banque de Fred, Banque de Dépot et d’ Émission, Union Horiogére, Leih- und Sparkasse des Seebezirks, Banque Populaire de la Broye, Philippe Genton, Felix Marcel, Banque Cantonale du Valais, Caisse Hypothecaire & du Crédit du Valais (1883-tól a következő bankok már egységes kivitelű, a feliratoktól eltekintve egyforma bankjegyeket adtak ki), Aargauische Bank, Ausserhodische Kantonalbank, Appenzell-Innerrhodische Kantonalbank, Innerodische Kantonalbank, Basellandschaftliche Kantonalbank, Bank in Basel, Basler Kantonalbank, Kantonalbank von Bern, Banque Cantonale Fribourgeoise, Banque de l’Etat Fribourg, Banque Populaire de la Gruyére, Caisse d’Amortissement de la Dette Publique á Fribourg, Credit Agricole et Industriel de la Broye, Crédit Gruyérien, Banque de Genéve, Banque de Commerce de Genéve, Bank in Galarus, Bank in Luzern, Luzerner Kantonalbank, Kantonal Spar- und Leihkasse Luzern, Banque Cantonale Neuchateloise, Banque Commerciale Neuchateloise, Spar- und Leihkasse des Kantons Unterwalden nid dem Wald, Kantonale Spar- und Leihkasse von Nidwalden, Obwaldener Kantonalbank, Bank in St. Gallen, St. Gallische Kantonalbank, Toggenburger Bank, Bank in Schaffhausen, Schaffhauser Kantonalbank, Kantonalbank Schwyz, Solothurner Kantonalbank, Solothurnische Bank/Bank de Soleure, Thurgauische Hypothekenbank, Thurgauische Kantonalbank, Banca Cantonale Ticinese, Banca della Svizerra Italiana, Banca Popolare de Lugano, Credito Ticinese, Ersparniss-Cassa des Kantons Uri, Banque Cantonale Vaudoise, Zuger Kantonalbank, Bank in Zürich, Zürcher Kantonalbank.
Az 1883-ban még működő vagy ez után megalakult bankok már egységes kivitelű papírpénzeket hoztak forgalomba 50, 100, 500 és 1000 frank névértékben, az ötszázas és az ezres címleteket nem mindegyikük nyomtattatta. Ezt a típust vette át 1907-től a Svájci Nemzeti Bank (Schweizerische Nationalbank / Banque Nationale Suisse / Banca Nazionale Svizzera). A nyomólemezeket a brit Bradbury Wilkinson Ltd. készítette, de magát a bankjegynyomtatást a berni Stämpfli & Co. és einsiedelni Benziger & Co. végezte Svájcban.

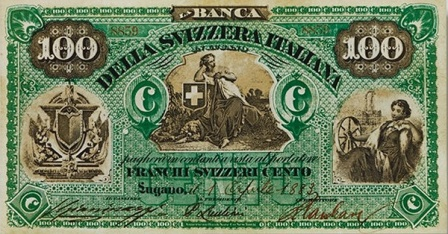
A Banca delle Svizzera Italiana 100 frankos bankjegye 1877-ből.
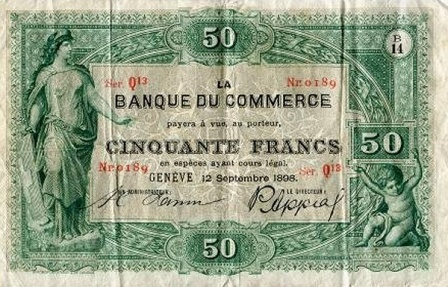
A Banque de Commerce, Genéve 50 frankos bankjegye 189-ból8.
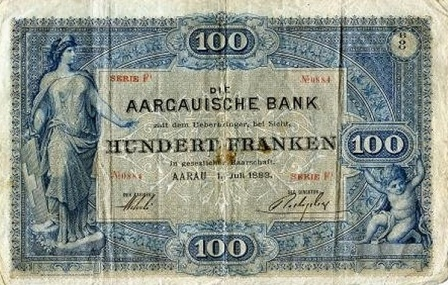
Az Aargauische Bank 100 frankos bankjegye 1883-ból.
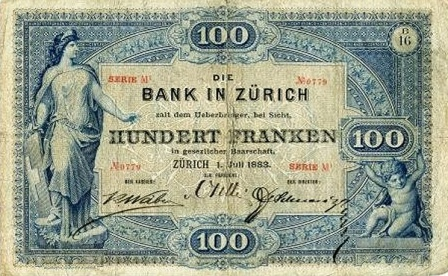
A Bank in Zürich 100 frankos bankjegye 1883-ból.

## Lásd még
- A svájci frank pénzérméi